# Aja Naomi King
Aja Naomi King (født 11. januar 1985)  er en amerikansk skuespillerinde bedst kendt for sin rolle som Michaela Pratt i How to Get Away with Murder (2014-2020). Hun begyndte sin karriere med gæsteoptrædener på tv, og som Cassandra Kopelson i The CW's medicinske komediedramaserie Emily Owens, M.D.

## Opvækst
King blev født i Los Angeles og voksede op i Walnut, Californien.  Hun tog en bachelor of fine arts i skuespil på University of California, Santa Barbara samt en master of fine Aarts fra Yale Universitys School of Drama i 2010. På Yale optrådte King i en række sceneproduktioner, herunder A Midsummer Night's Dream, Little Shop of Horrors og Angels in America: A Gay Fantasia on National Themes.

## Karriere

### 2010–2013
King optrådte i flere kortfilm i den første periode af hendes karriere. Hun fik sin tv-debut i 2010 som gæstestjerne i CBS' politi-serie Blue Bloods og medvirkede i Person of Interest, The Blacklist og Deadbeat. Hun fik sin spillefilmsdebut i 2011 i den independent film Damsels in Distress, i en mindre karakter. Hendes store gennembrud kom i 2012, da hun blev castet som den nye kirurgiske turnuslæge Cassandra Kopelson, der er seriens primære antagonist, i The CW's medicinske komedie-dramaserie Emily Owens, MD  Serien blev aflyst efter en enkelt sæson i 2013. Hun medvirkede senere i Amazon Studios komediepilot The Onion Presents: The News.
I 2013 medvirkede King i to independent film. Hun spillede Abigayle, datter af Wendell Pierces karakter, i dramaet Four, der havde premiere den 13. september 2013. Sammen med sine kollegaer vandt hun en Los Angeles Film Festival Award for "Best Performance y Cast". Hun optrådte også sammen med Laverne Cox og Britne Oldford i filmen 36 Saints. I 2014 havde hun en birolle i den romantiske komedie The Rewrite, der havde Hugh Grant og Marisa Tomei i hovedrollerne. Filmen blev optaget i 2013, men havde først premiere i USA i 2015.

### 2014 – nu: Gennembrud
I begyndelsen af 2014 havde King en tilbagevendende rolle som Ali Henslee i ABC' medicinske dramaserie Black Box med Kelly Reilly i hovedrollen. Serien blev aflyst efter en enkelt sæson. I februar 2014 fik hun den faste rolle som en af hovedpersonerne i ABCs retsdramaserie How to Get Away with Murder, produceret af Shonda Rhimes. I serien medvirker Viola Davis som juraprofessor Annalise Keating. King spiller rollen som Michaela Pratt, en af fem topstuderende, sammen med Alfred Enoch, Jack Falahee, Matt McGorry og Karla Souza. Serien havde premiere den 25. september 2014 og modtog generelt positive anmeldelser fra anmelderne og 14 millioner seere. King modtog sin første NAACP Image Award-nominering for sin præstation i serien.
I 2015 havde King sin første hovedrolle i science-fiction-thrilleren Reversion. Filmen havde en begrænset biografudgivelse den 9. oktober 2015.  Også i 2015 blev hun castet som den kvindelige hovedrolle i den historiske dramafilm The Birth of a Nation, baseret på historien fra 1831 om slaveoprøret ledet af Nat Turner. Filmen medvirker også Nate Parker, Aunjanue Ellis, Gabrielle Union og Armie Hammer.  Hun spillede Nat Turners kone, Cherry. Filmen havde premiere i konkurrence på Sundance Film Festival den 25. januar 2016 og modtog positive anmeldelser fra anmelderne.  Kings præstation blev også godt modtaget. Variety placerede hende på deres liste over en af de "største gennembrudspræstationer" på Sundance og skrev, at "King forvandler sig fra nutidig glamourpige til slave fra det 19. århundrede i Nate Parkers festival-smash. I en rystende scene langt inde filmen overfor Parker, kræver Nat Turner en dybde og rækkevidde som King aldrig før er blevet bedt om at levere i hendes forholdsvis korte karriere og en potentiel ny stjerne fødes."  King er også blevet shortlistet som mulig kandidat til Oscar-prisen for bedste kvindelige birolle  men modtog ikke en nominering. Hun modtog en NAACP Image Award for "Outstanding Supporting Actress in a Motion Picture" for sin rolle.  Hun modtog "Rising Star Award" ved den 10. årlige Essence Black Women In Hollywood-eventet i februar 2017. 
I 2017 optrådte King overfor Kevin Hart, Bryan Cranston og Nicole Kidman i The Upside, en genindspilning af den franske film The Intouchables fra 2011. Senere samme år blev hun castet til hovedrollen som den somaliske aktivist Ifrah Ahmed i den biografiske film A Girl from Mogadishu.  I 2020 optrådte hun i dramafilmen Sylvie's Love, overfor Tessa Thompson og Nnamdi Asomugha.  King spillede senere den kvindelige hovedrolle i den historiske dramafilm The 24th om Houston-optøjerne i 1917, instrueret af Kevin Willmott.  King optræder lige nu overfor Michael Shannon i Shriver. 

## Privatliv
King har altid værnet meget om sit kærlighedsliv. Der har floreret rygter om King har haft romantiske forhold til to af hendes How to Get Away with Murder-kolleger, henholdvist Jack Falahee  og Alfred Enoch efter begge mænd i perioder optrådte på Kings sociale medier. Ingen af forholdene er blevet kommenteret på af King.
King meddelte I marts 2021, at hun var gravid efter at have været igennem to aborter. Den 6. juni 2021 meddelte hun, at hun havde født en søn, Kian. King havde aldrig fortalt om hun var sammen med nogen i perioden op til sin graviditet, men efter fødslen blev det officielt at barnets far er Kings kæreste, Dan King. Det er uvist hvor længe parret har været sammen. 

### Public image
King var ansigtet på hudplejemærket Olays efterårskampagne i 2015.  Hun blev talsmand for L'Oreal Paris i 2017.   King har prydet forsiderne af talrige blade, herunder Vanity Fair,  Elle, Marie Claire, Nylon,  Glamour, Essence,  Entertainment Weekly  og Shape. 

## Filmografi

### Film
| År   | Titel                 | Rolle          | Noter           |
| ---- | --------------------- | -------------- | --------------- |
| 2008 | Gloria Mundi          | Danser         | Kortfilm        |
| 2010 | A Basketball Jones    | Sara Walker    | Kortfilm        |
| 2010 | Eve                   | Berømthed      | Kortfilm        |
| 2011 | Damsels in Distress   | Positive Polly |                 |
| 2012 | Love Synchs           | Selene         | Kortfilm        |
| 2013 | 36 Saints             | Joan           |                 |
| 2013 | Four                  | Abigayle       |                 |
| 2014 | The Rewrite           | Rosa Tejeda    |                 |
| 2015 | Reversion             | Sophie Clé     |                 |
| 2016 | The Birth of a Nation | Cherry Turner  |                 |
| 2017 | The Upside            | Latrice        |                 |
| 2019 | A Girl from Mogadishu | Ifrah Ahmed    |                 |
| 2020 | Sylvie's Love         | Mona           |                 |
| 2020 | The 24th              | Marie          |                 |
| TBA  | Shriver               |                | Post-production |

### Tv
| År        | Titel                       | Rolle                 | Noter                                            |
| --------- | --------------------------- | --------------------- | ------------------------------------------------ |
| 2010      | Blue Bloods                 | Denise                | Afsnit: "Samaritan"                              |
| 2012      | Person of Interest          | Lisa                  | Afsnit: "Wolf and Cub"                           |
| 2012–13   | Emily Owens, M.D.           | Cassandra Kopelson    | Fast rolle; 13 afsnit                            |
| 2013      | The Blacklist               | Elysa Ruben           | Afsnit: "Frederick Barnes"                       |
| 2014      | Deadbeat                    | N'Cole                | Afsnit; "Out-Of-Body Issues"                     |
| 2014      | Black Box                   | Ali Henslee           | 8 afsnit                                         |
| 2014–2020 | How to Get Away with Murder | Michaela Pratt        | Fast rolle; 90 afsnit                            |
| 2015      | BoJack Horseman             | BoJacks date (stemme) | Afsnit: "Yesterdayland"                          |
| 2018      | Scandal                     | Michaela Pratt        | Afsnit: "Allow Me to Reintroduce Myself"         |
| 2019      | A Black Lady Sketch Show    | Recluse               | Afsnit:"Your Boss Knows You Don't Have Eyebrows" |

## Priser og nomineringer
| År   | Pris                      | Kategori                                           | Arbejde                     | Resultat  |
| ---- | ------------------------- | -------------------------------------------------- | --------------------------- | --------- |
| 2012 | Los Angeles Film Festival | Outstanding Performance                            | Four                        | Vundet    |
| 2015 | Image Awards (NAACP)      | Outstanding Supporting Actress in a Drama Series   | How to Get Away with Murder | Nomineret |
| 2017 | Image Awards (NAACP)      | Outstanding Supporting Actress in a Motion Picture | The Birth of a Nation       | Nomineret |
| 2017 | Black Reel Awards         | Outstanding Breakthrough Performance, Female       | The Birth of a Nation       | Nomineret |